# Утакмице фудбалске репрезентације Мађарске 2003.
| Домаћин | Гост |

Фудбалска репрезентација Мађарске је током 2003. године одиграла десет званичних утакмица. Прва утакмица године, против Бугарске на Кипру, није завршена због великог невремена. Утакмца је прекинута на полувремену код резултата 1 : 0 за Бугарску. 
У квалификацијама за Европско првенство у утакмицама одиграним у пролећној сезони екипа је сакупила седам поена, али и даље није имала шансе да се пласира на Европско првенство у фудбалу 2004, углавном због тога што је била поражена од противника у свим мечевима јесење сезоне . Укупно, репрезентација је ове године, поред три победе и једног ремија, претрпела шест пораза.

## Утакмице
| Бугарска     | 1 : 0 (прекинута због невремена) | Мађарска |
| ------------ | -------------------------------- | -------- |
| Јанковић 35’ | Извештај                         |          |

| Пољска | 0 : 0    | Мађарска |
| ------ | -------- | -------- |
|        | Извештај |          |

| Мађарска   | 1 : 2    | Шведска          |
| ---------- | -------- | ---------------- |
| Листеш 65’ | Извештај | 35’ 67’ М. Албек |

| Мађарска                                              | 5 : 1    | Луксембург     |
| ----------------------------------------------------- | -------- | -------------- |
| Гера 18’ · Сабич 52’ 90+2’ · Листеш 61’ · Кенешеи 68’ | Извештај | 26’ Џ. Штрасер |

| Мађарска                 | 3 : 1    | Летонија           |
| ------------------------ | -------- | ------------------ |
| Сабич 50’ 58’ · Гера 87’ | Извештај | 38’ М. Вепаковскис |

| Сан Марино | 0 : 5    | Мађарска                                           |
| ---------- | -------- | -------------------------------------------------- |
|            | Извештај | 5’ Беер · Листеш 20’ 83’ · Кенешеи 61’ · Сабич 77’ |

| Словенија                       | 2 : 1    | Мађарска    |
| ------------------------------- | -------- | ----------- |
| Г. Шукало 3’ · С. Цимиротич 76’ | Извештај | 90+2’ Фехер |

| Летонија                                   | 3 : 1    | Мађарска   |
| ------------------------------------------ | -------- | ---------- |
| М. Верпаковскис 38’ 50’ · И. Блеиделис 42’ | Извештај | 52’ Листеш |

| Мађарска  | 1 : 2    | Пољска             |
| --------- | -------- | ------------------ |
| Сабич 49’ | Извештај | 11’ 49’ А. Неџелан |

| Мађарска | 0 : 1    | Естонија    |
| -------- | -------- | ----------- |
|          | Извештај | 87’ У. Роба |

## Голгетери у 2003.
| - Габор Кираљ (голман) - Кристиан Листеш - Золтан Гера - Имре Сабич - Золтан Беер |

## Извори и спољашње везе
- Све утакмице репрезентације Мађарске
- Репрезентација Мађарске на фудбалској бази података
- Утакмице репрезентације Мађарске (2003)